# Puits-la-Vallée
Puits-la-Vallée ist eine französische Gemeinde mit 205 Einwohnern (Stand 1. Januar 2022) im Département Oise in der Region Hauts-de-France. Die Gemeinde liegt im Arrondissement Clermont und ist Teil der Communauté de communes de l’Oise Picarde und des Kantons Saint-Just-en-Chaussée.

## Geographie
Die im Osten von der Autoroute A16 begrenzte Gemeinde liegt rund neun Kilometer ostsüdöstlich von Crèvecœur-le-Grand und elf Kilometer südwestlich von Breteuil.

## Bevölkerung
| 1962 | 1968 | 1975 | 1982 | 1990 | 1999 | 2006 | 2011 |
| ---- | ---- | ---- | ---- | ---- | ---- | ---- | ---- |
| 143  | 131  | 132  | 125  | 150  | 195  | 200  | 203  |

## Verwaltung
Bürgermeister (maire) ist seit 2001 Dominique Gaudefroy.

## Sehenswürdigkeiten
- Kirche Saint-Prix mit Tauffünte aus dem 12. Jahrhundert, Statuen der Jungfrau mit Kind aus dem 14. Jahrhundert und Johannes des Täufers aus dem 16. Jahrhundert, die in die Base Palissy aufgenommen sind[1][2]